# Дельпьер, Маттье
Маттье́ Дельпье́р (фр. Matthieu Delpierre; род. 26 апреля 1981[…], Нанси) — французский футболист, защитник.

## Карьера
В первом же сезоне за «Лилль» помог клубу выйти в Первую лигу Франции. Успешно играл за клуб до конца своего контракта, до 2004 года. Став свободным агентом, отказался подписывать новый контракт с французским клубом и перешёл в немецкий «Штутгарт». Спустя сезон стал игроком основы «швабов». Играл в паре с португальцем Фернанду Мейрой. В 2007 году стал чемпионом Германии. Переподписал контракт, согласно которому, он является игроком «Штутгарта» до лета 2012 года. 1 декабря 2009 года был назначен капитаном «Штутгарта», сменив Томаса Хитцльшпергера.
Во время зимнего трансферного окна 2014 года перешёл в нидерландский клуб «Утрехт». За этот клуб Дельпьер сыграл 14 матчей, однако ни разу не смог отметиться забитым мячом.
В том же году футболист стал игроком австралийской команды «Мельбурн Виктори», с которой стал победителем регулярного чемпионата A-Лиги, победителем плей-оффа A-Лиги и обладателем Кубка Австралии. Всего за этот клуб Дельпьер провёл 39 матчей и отметился голом.
26 апреля 2016 года футболист объявил о завершении игровой карьеры.

## Достижения
«Штутгарт»
- Чемпион немецкой Бундеслиги: 2006/07